# Llamachayoq
Llamachayoq (probablemente del quechua llama de la 'llama' , -cha , -yuq sufijos, con un poco de llama (o llamas)) es un complejo arqueológico con petroglifos en Perú. Se encuentra ubicado en la Región Apurímac, provincia de Andahuaylas, distrito de San Jerónimo. El sitio con imágenes de llamas, vicuñas, felinos, la gente y el sol se encuentra cerca Lliupapuquio (Lliwpa Pukyu) a una altitud de 3449 metros (11316 pies).